# Schizothorax grahami
Schizothorax grahami är en fiskart som först beskrevs av Regan, 1904.  Schizothorax grahami ingår i släktet Schizothorax och familjen karpfiskar. IUCN kategoriserar arten globalt som akut hotad. Inga underarter finns listade i Catalogue of Life.